# Simpang Balek
Simpang Balek is een bestuurslaag in het regentschap Bener Meriah van de provincie Atjeh, Indonesië. Simpang Balek telt 2260 inwoners (volkstelling 2010).